# Värpinge by
Värpinge by är en bebyggelse i stadsdelen Värpinge i tätorten Lund belägen strax väster om centrala Lund i Lunds kommun.
Samhället var till och med 1995 klassat som en småort för att därefter växa samman med Lund.
Allteftersom Lund växt västerut har avstånden mellan byn och staden minskat. Under 1980- och 1990-talet uppfördes ett bostadsområde i anslutning till Lunds tätort på Värpinge bys ägor. Den nya stadsdelen fick också namnet Värpinge. Byn ligger precis vid gränsen till Staffanstorps kommun och skiljdes från tätorten Lund av åkermark. Sydväst om byn ligger godset Trolleberg och i norr finns naturreservatet Rinnebäcksravinen.

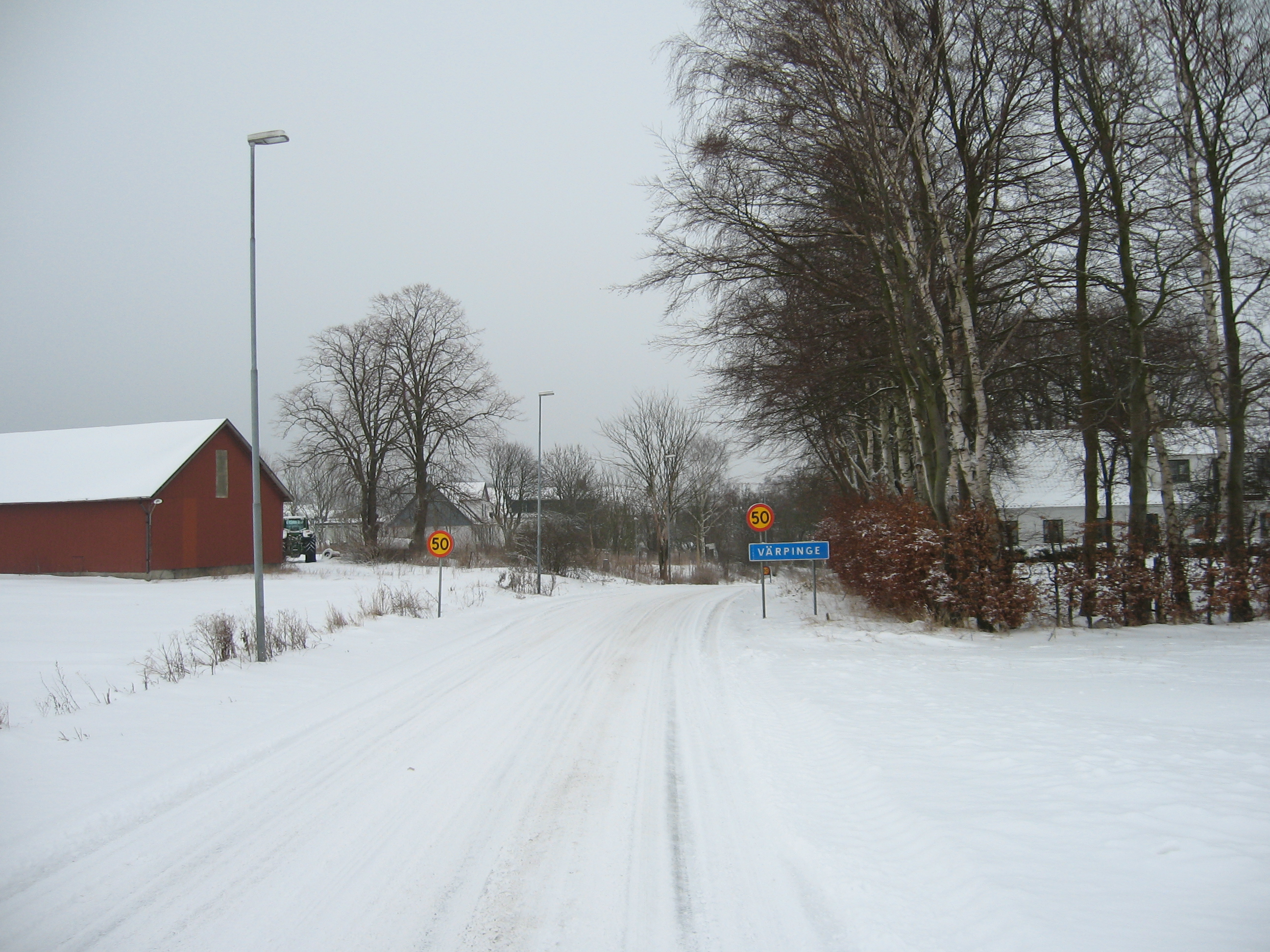
Värpinge i snö
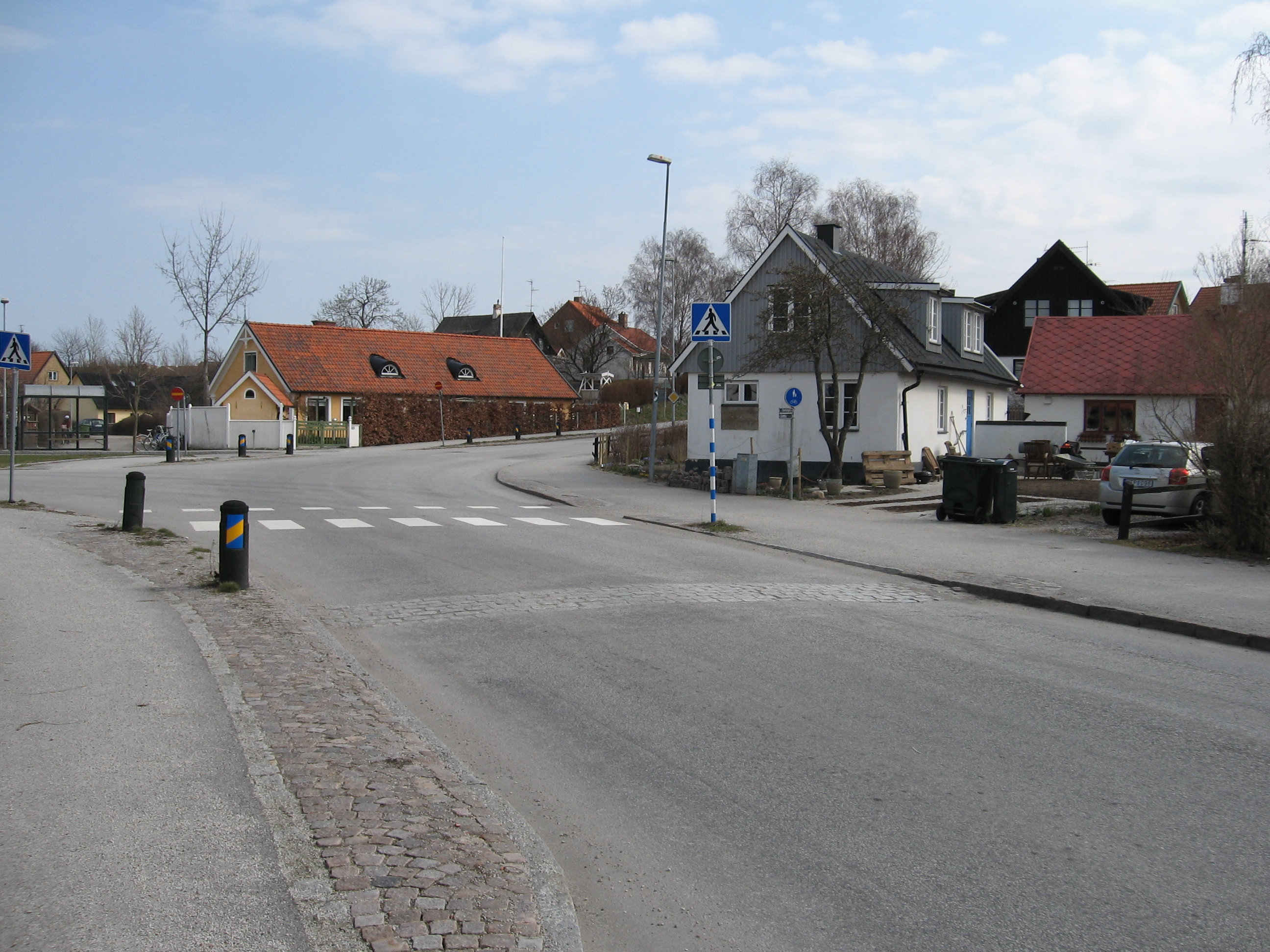
Värpinge
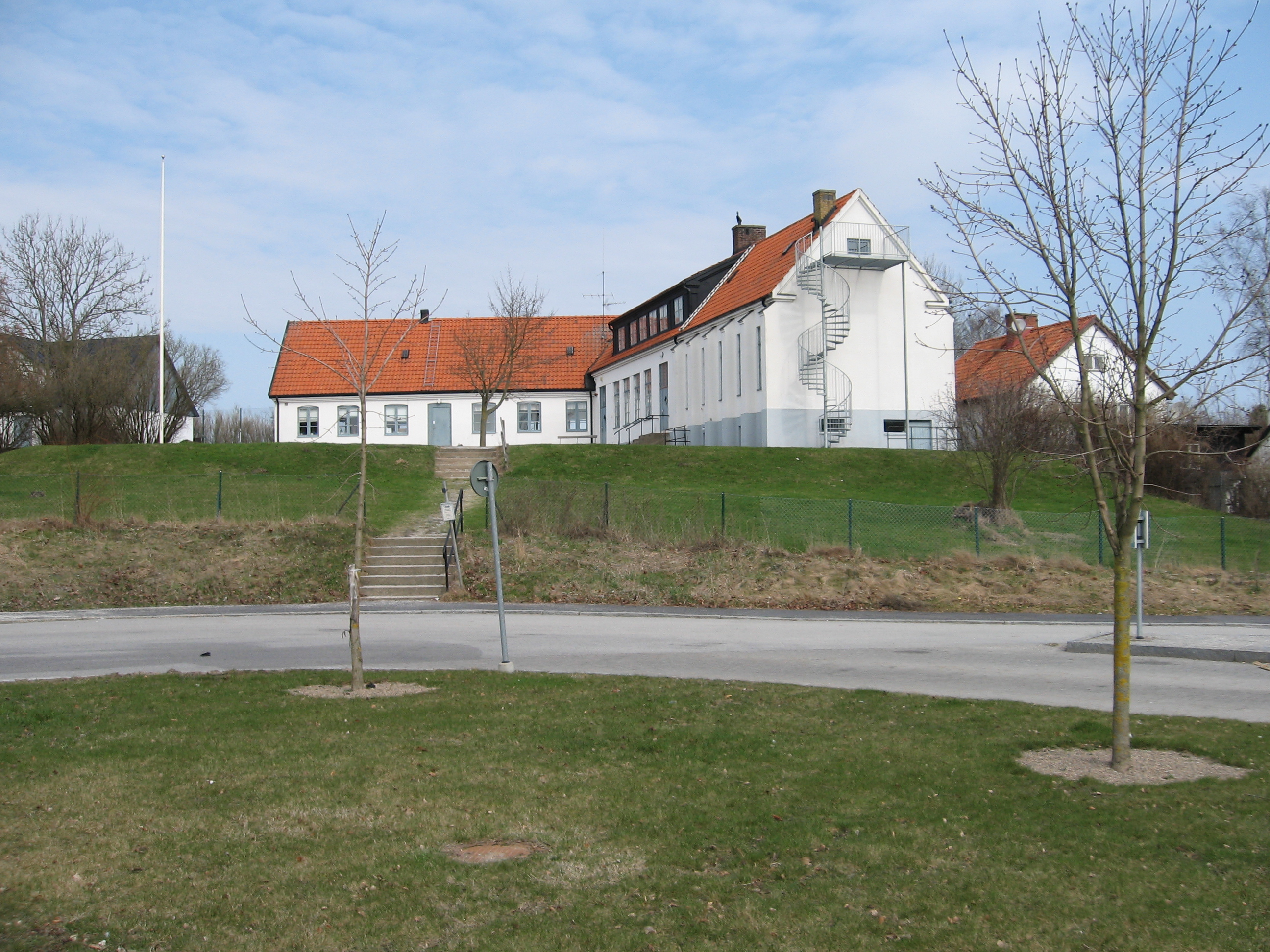
Värpinge skola
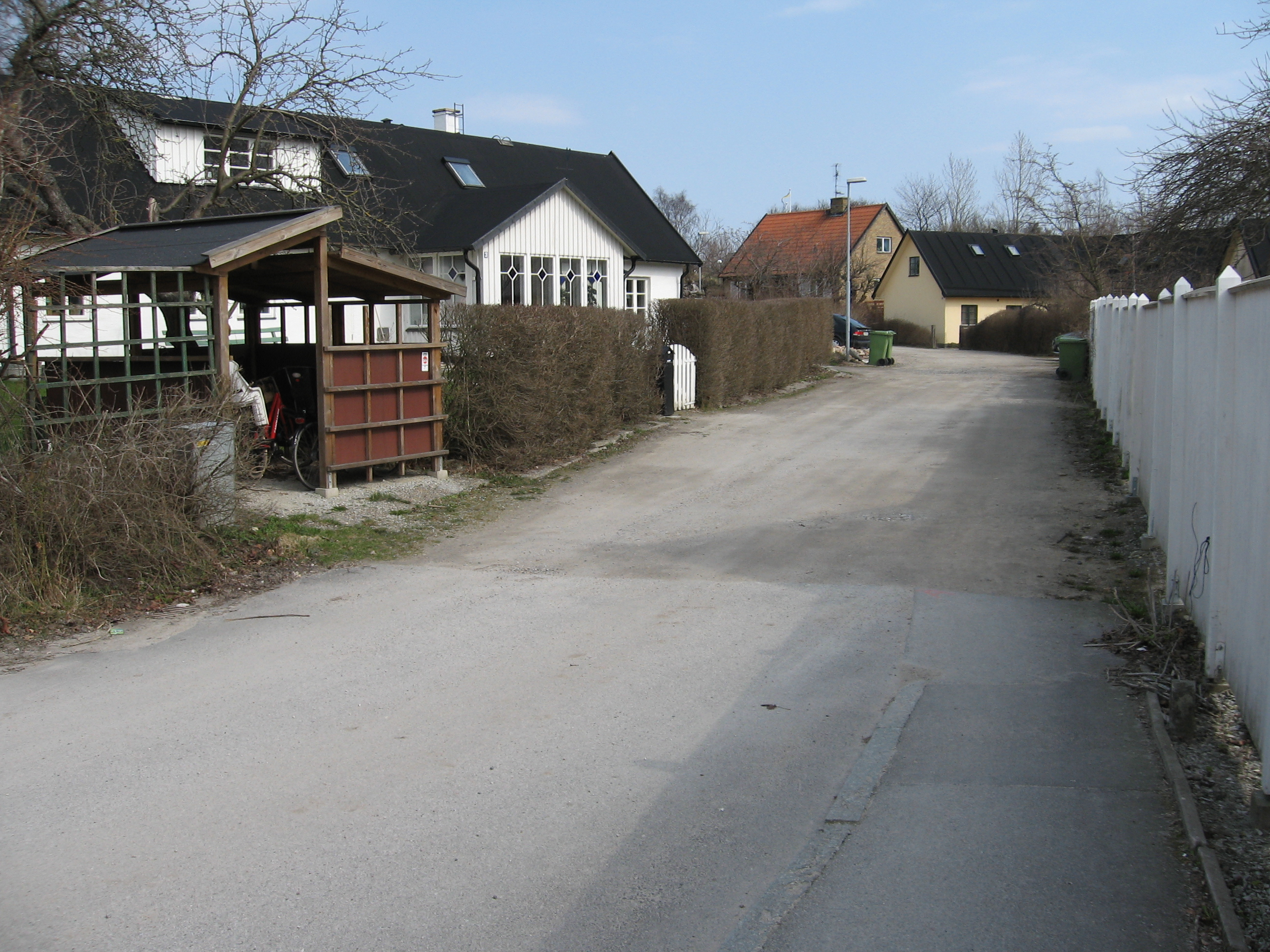
Gata i Värpinge

## Externa länkar

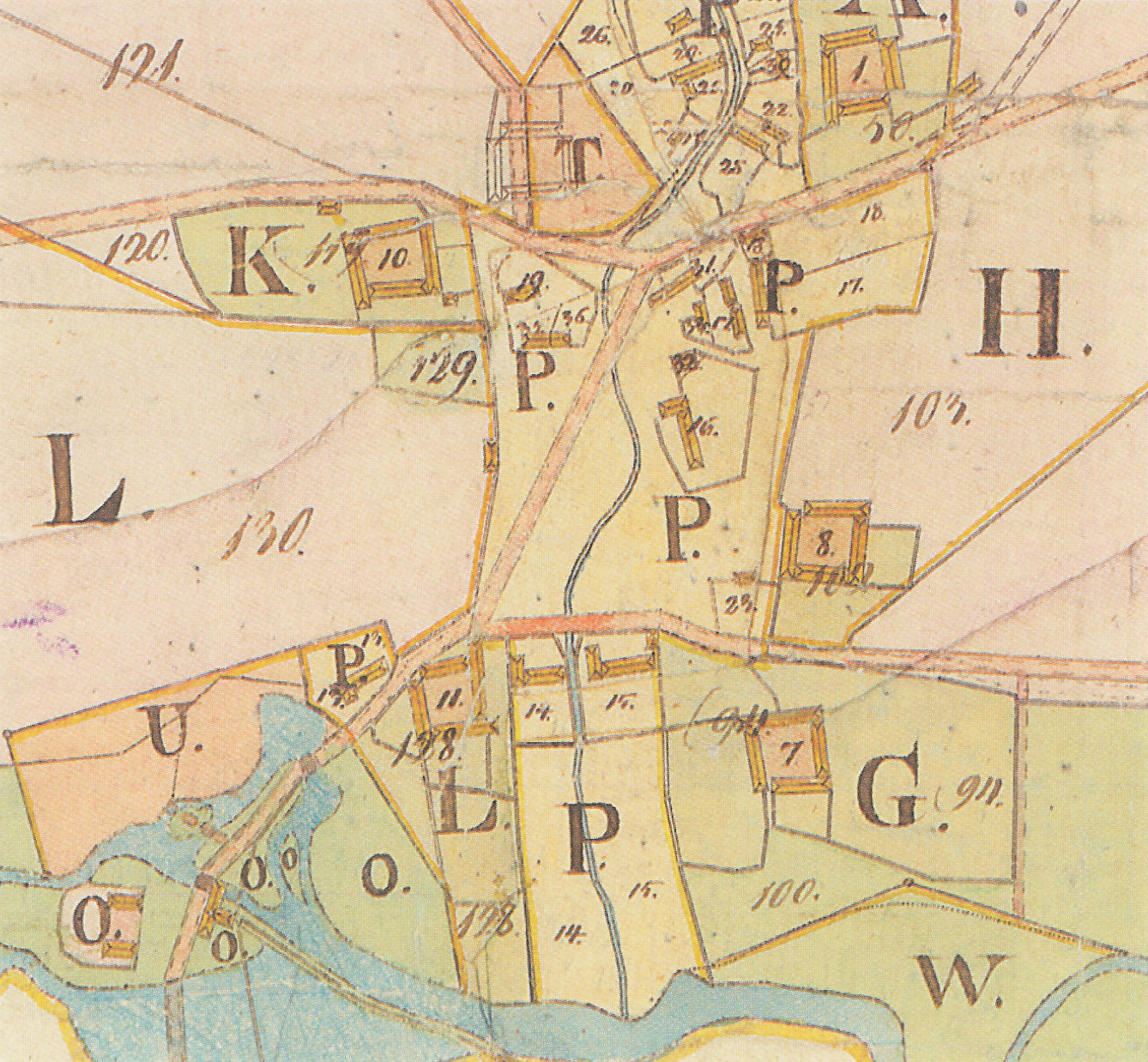
Värpinge byplats, karta från 1822.